# Blăjani
Blăjani est une commune roumaine située dans le județ de Buzău.